# Крейг, Торри
Торри Крейг (англ. Torrey Craig; Пустой шаблон {{ВД-Преамбула}} ) — американский профессиональный баскетболист, выступающий за команду Национальной баскетбольной ассоциации «Бостон Селтикс». Играет на позициях тяжёлого и лёгкого форварда.

## Профессиональная карьера

### Кэрнс Тайпанс (2014–2015)
6 августа 2014 года Крейг подписал контракт с «Кэрнс Тайпанс» из чемпионата Австралии на сезон 2014/2015. 6 декабря он был назван игроком недели NBL, набрав 19 очков и 10 подборов против клуба «Аделаида Фёти Сиксерс». 19 декабря он набрал рекордные 28 очков в проигранном со счётом 90–86 матче против «Фёти Сиксерс». Он помог «Тайпанс» закончить сезон на первом месте с результатом 21–7 и выйти в финальную серию, где они проиграли со счётом 2–0 клубу «Нью-Зиланд Брейкерс».

### Веллингтон Сейнтс (2015)
После сезона в Австралии он присоединился к «Веллингтон Сейнтс» в сезоне чемпионата Новой Зеландии 2015 года. 17 апреля он набрал 41 очко, что на одно очко меньше рекорда «Сейнтс» по количеству очков, установленного Майком Эфевберхгом. Он пропустил конец регулярного сезона из-за травмы колена. Восстановившись он помог «Сейнтс» выйти в гранд-финал, где они проиграли «Саутленд Шаркс» со счётом 72–68. В этом сезоне он был назван MVP и вошел в символическую пятёрку чемпионата.

### Возвращение в «Тайпанс» (2015–2016)
7 августа 2015 года Крейг снова подписал контракт с «Кэрнс Тайпанс» на сезон 2015/2016. 13 января 2016 года Крейг стал первым игроком «Тайпанс», набравшим не менее 20 очков и 15 подборов в игре с тех пор, как это сделал Натан Джаваи в 2008 году. «Тайпанс» пропустили плей-офф с результатом 12–16.

### Возвращение в «Сейнтс» (2016)
После окончания сезона в Австралии Крейг снова вернулся в «Веллингтон Сейнтс». Он дважды был назван игроком недели. Он помог «Сейнтс» выйти в гранд-финал, где они победили «Супер-Сити Рейнджерс» со счётом 94–82 и выиграли чемпионат, а Крейг набрал 15 очков. Он вошёл в символическую пятёрку чемпионата Новой Зеландии второй год подряд.

### Брисбен Буллетс (2016–2017)
9 мая 2016 года Крейг подписал двухлетний контракт с «Брисбен Буллетс», командой, которая вернулась в NBL на сезон 2016/2017 после восьмилетнего перерыва. Он дебютировал за «Буллетс» в первом матче сезона 6 октября, набрав 16 очков в выигранной со счётом 72–65 игре против «Перт Уайлдкэтс». 11 февраля 2017 года в последней игре регулярного сезона Крейг набрал 30 очков и сделал 18 подборов в проигранном со счётом 106–79 матче против клуба «Иллаварра Хокс». Он стал всего лишь вторым игроком за восемь лет, набравшим 30 очков и 18 подборов в одной игре. «Буллетс» закончили сезон в самом низу турнирной таблицы с результатом 10–18. В этом сезоне Крейг был назван лучшим защитником НБЛ и вошёл во вторую сборную всех звезд НБЛ.

### Голд-Кост Роллерс (2017)
После сезона НБЛ 2016–17 Крейг присоединился к «Голд-Кост Роллерс» из баскетбольной лиги Квинсленда. Он набирал 30 очков или более пять раз, включая две игры с 40 очками.

### Денвер Наггетс / Су-Фолс Скайфорс (2017–2020)
В июне 2017 года Крейг вернулся в США, чтобы присоединиться к «Денвер Наггетс» для участия в Летней лиге НБА. 19 июля 2017 года он подписал двусторонний контракт с «Наггетс». По двустороннему соглашению Крейг провёл большую часть сезона в Джи-Лиге НБА за «Су-Фолс Скайфорс» из-за 45-дневного лимита, который он мог провести с «Наггетс». Крейг дебютировал в НБА 28 ноября 2017 года в проигранной со счётом 106–77 игре против «Юты Джаз», став вторым после Майка Гибсона в истории выпускником «УСК Апстэйт», которыё сыграл в матче НБА. 15 декабря 2017 года Крейг дебютировал в стартовой пятёрке против «Нью-Орлеан Пеликанс», набрав шесть очков в выигранном в овертайме со счётом 117–111. Три дня спустя он набрал рекордные 14 очков в проигранной со счётом 95–94 игре против «Оклахомы-Сити Тандер».
10 июля 2018 года Крейг подписал двухлетний контракт на 4 миллиона долларов с «Наггетс». 1 февраля 2019 года он набрал рекордные на тот момент в карьере 22 очка в выигранной со счётом 136–122 игре против «Хьюстон Рокетс». В четвертой игре серии плей-офф первого раунда «Сан-Антонио Спёрс» Крейг набрал 18 очков с пятью трёхочковыми попаданиями и помог победить со счетом 117–103.
В сезоне НБА 2019–20, затронутом COVID-19, Крейг в среднем набирал 5,4 очка и делал 3,3 подбора в течение регулярного сезона и в очередной раз доказал свою ценность в защите.
17 ноября 2020 года Nuggets сделали Крейгу квалификационное предложение на 2,5 миллиона долларов, чтобы сделать его ограниченно свободным агентом. Они отозвали квалификационное предложение четыре дня спустя, таким образом сделав его неограниченно свободным агентом.

### Милуоки Бакс (2020–2021)
26 ноября 2020 года Крейг подписал контракт с «Милуоки Бакс».

### Финикс Санз (2021)
18 марта 2021 года Крейг был обменян в «Финикс Санз» на денежное вознаграждение. 25 апреля 2021 года он набрал 20 очков и 14 подборов со скамейки запасных против «Бруклин Нетс». В финале НБА 2021 года против своей бывшей команды «Милуоки Бакс» он набирал в среднем 2,8 очка и 1,3 подбора за шесть игр. «Санз» проиграли серию со счётом 4–2.

### Индиана Пэйсерс (2021–2022)
20 августа 2021 года Крейг подписал контракт с клубом «Индиана Пэйсерс». 29 октября 2021 года он набрал рекордные в карьере в НБА 28 очков и 11 подборов в проигранной игре против «Бруклин Нетс».

### Возвращение в «Финикс» (2022–2023)
10 февраля 2022 года Крейг был обменян обратно в «Финикс Санз» на Джейлена Смита и выбор во втором раунде драфта 2022 года.
Крейг был основным игроком «Санз» в сезоне 2022/2023.

### Чикаго Буллз (2023–2025)
16 июля 2023 года Крейг подписал контракт с «Чикаго Буллз». 3 февраля 2025 года он был отчислен из «Буллз».

### Бостон Селтикс (2025–настоящее время)
8 февраля 2025 года Крейг подписал контракт с «Бостон Селтикс».

## Статистика

### Статистика в НБА
| Сезон                                                                                    | Команда | Регулярный сезон | Регулярный сезон | Регулярный сезон | Регулярный сезон | Регулярный сезон | Регулярный сезон | Регулярный сезон | Регулярный сезон | Регулярный сезон | Регулярный сезон | Регулярный сезон | Серия плей-офф | Серия плей-офф | Серия плей-офф | Серия плей-офф | Серия плей-офф | Серия плей-офф | Серия плей-офф | Серия плей-офф | Серия плей-офф | Серия плей-офф | Серия плей-офф |
| Сезон                                                                                    | Команда | GP               | GS               | MPG              | FG%              | 3P%              | FT%              | RPG              | APG              | SPG              | BPG              | PPG              | GP             | GS             | MPG            | FG%            | 3P%            | FT%            | RPG            | APG            | SPG            | BPG            | PPG            |
| ---------------------------------------------------------------------------------------- | ------- | ---------------- | ---------------- | ---------------- | ---------------- | ---------------- | ---------------- | ---------------- | ---------------- | ---------------- | ---------------- | ---------------- | -------------- | -------------- | -------------- | -------------- | -------------- | -------------- | -------------- | -------------- | -------------- | -------------- | -------------- |
| 2017/18                                                                                  | Денвер  | 39               | 5                | 16,1             | 45,3             | 29,3             | 62,9             | 3,3              | 0,6              | 0,3              | 0,4              | 4,2              | Не участвовал  | Не участвовал  | Не участвовал  | Не участвовал  | Не участвовал  | Не участвовал  | Не участвовал  | Не участвовал  | Не участвовал  | Не участвовал  | Не участвовал  |
| 2018/19                                                                                  | Денвер  | 75               | 37               | 20,0             | 44,2             | 32,4             | 70,0             | 3,5              | 1,0              | 0,5              | 0,6              | 5,7              | 14             | 11             | 23,6           | 47,8           | 47,2           | 56,3           | 5,1            | 0,9            | 0,5            | 0,4            | 6,6            |
| 2019/20                                                                                  | Денвер  | 58               | 27               | 18,5             | 46,1             | 32,6             | 61,1             | 3,3              | 0,8              | 0,4              | 0,6              | 5,4              | 19             | 3              | 19,7           | 42,3           | 26,2           | 69,2           | 3,3            | 0,7            | 0,4            | 0,4            | 4,5            |
| 2020/21                                                                                  | Милуоки | 18               | 0                | 11,2             | 39,1             | 36,4             | 50,0             | 2,4              | 0,9              | 0,5              | 0,4              | 2,5              | Не участвовал  | Не участвовал  | Не участвовал  | Не участвовал  | Не участвовал  | Не участвовал  | Не участвовал  | Не участвовал  | Не участвовал  | Не участвовал  | Не участвовал  |
| 2020/21                                                                                  | Финикс  | 32               | 8                | 18,8             | 50,3             | 36,9             | 80,0             | 4,8              | 1,0              | 0,6              | 0,6              | 7,2              | 22             | 0              | 12,1           | 42,7           | 40,5           | 61,5           | 2,9            | 0,4            | 0,0            | 0,4            | 4,0            |
| 2021/22                                                                                  | Индиана | 51               | 14               | 20,3             | 45,6             | 33,3             | 77,1             | 3,8              | 1,1              | 0,5              | 0,4              | 6,5              | Не участвовал  | Не участвовал  | Не участвовал  | Не участвовал  | Не участвовал  | Не участвовал  | Не участвовал  | Не участвовал  | Не участвовал  | Не участвовал  | Не участвовал  |
| 2021/22                                                                                  | Финикс  | 27               | 2                | 20,8             | 45,0             | 32,3             | 70,6             | 4,3              | 1,2              | 0,8              | 0,6              | 6,9              | 9              | 0              | 7,7            | 36,4           | 30,0           | 50,0           | 1,7            | 0,6            | 0,4            | 0,2            | 2,2            |
| 2022/23                                                                                  | Финикс  | 79               | 60               | 24,7             | 45,6             | 39,5             | 71,1             | 5,4              | 1,5              | 0,6              | 0,8              | 7,4              | 11             | 5              | 16,6           | 57,8           | 44,0           | 88,9           | 2,3            | 0,5            | 0,5            | 0,2            | 6,5            |
| 2023/24                                                                                  | Чикаго  | 53               | 14               | 19,8             | 43,0             | 39,2             | 75,0             | 4,1              | 1,1              | 0,6              | 0,4              | 5,7              | Не участвовал  | Не участвовал  | Не участвовал  | Не участвовал  | Не участвовал  | Не участвовал  | Не участвовал  | Не участвовал  | Не участвовал  | Не участвовал  | Не участвовал  |
| 2024/25                                                                                  | Чикаго  | 9                | 1                | 12,6             | 48,9             | 42,9             | 75,0             | 2,8              | 0,6              | 0,2              | 0,1              | 6,9              | Не участвовал  | Не участвовал  | Не участвовал  | Не участвовал  | Не участвовал  | Не участвовал  | Не участвовал  | Не участвовал  | Не участвовал  | Не участвовал  | Не участвовал  |
| 2024/25                                                                                  | Бостон  | 17               | 3                | 11,8             | 35,6             | 29,0             | 62,5             | 2,8              | 0,7              | 0,4              | 0,6              | 2,7              | 5              | 0              | 4,2            | 50,0           | 66,7           | -              | 1,0            | 0,6            | 0,2            | 0,0            | 1,2            |
|                                                                                          | Всего   | 458              | 171              | 19,5             | 45,2             | 35,4             | 70,1             | 3,9              | 1,0              | 0,5              | 0,6              | 5,9              | 80             | 19             | 15,6           | 45,7           | 38,6           | 66,0           | 3,0            | 0,6            | 0,3            | 0,3            | 4,5            |
| Наведите курсор мыши на аббревиатуры в заголовке таблицы, чтобы прочесть их расшифровку. |         |                  |                  |                  |                  |                  |                  |                  |                  |                  |                  |                  |                |                |                |                |                |                |                |                |                |                |                |

### Статистика в Джи-Лиге
| Сезон                                                                                    | Команда          | Регулярный сезон | Регулярный сезон | Регулярный сезон | Регулярный сезон | Регулярный сезон | Регулярный сезон | Регулярный сезон | Регулярный сезон | Регулярный сезон | Регулярный сезон | Регулярный сезон | Серия плей-офф | Серия плей-офф | Серия плей-офф | Серия плей-офф | Серия плей-офф | Серия плей-офф | Серия плей-офф | Серия плей-офф | Серия плей-офф | Серия плей-офф | Серия плей-офф |
| Сезон                                                                                    | Команда          | GP               | GS               | MPG              | FG%              | 3P%              | FT%              | RPG              | APG              | SPG              | BPG              | PPG              | GP             | GS             | MPG            | FG%            | 3P%            | FT%            | RPG            | APG            | SPG            | BPG            | PPG            |
| ---------------------------------------------------------------------------------------- | ---------------- | ---------------- | ---------------- | ---------------- | ---------------- | ---------------- | ---------------- | ---------------- | ---------------- | ---------------- | ---------------- | ---------------- | -------------- | -------------- | -------------- | -------------- | -------------- | -------------- | -------------- | -------------- | -------------- | -------------- | -------------- |
| 2017/18                                                                                  | Су-Фолс Скайфорс | 15               | 12               | 35,0             | 47,7             | 38,6             | 78,7             | 8,1              | 3,5              | 1,1              | 2,0              | 22,9             | Не участвовал  | Не участвовал  | Не участвовал  | Не участвовал  | Не участвовал  | Не участвовал  | Не участвовал  | Не участвовал  | Не участвовал  | Не участвовал  | Не участвовал  |
|                                                                                          | Всего            | 15               | 12               | 35,0             | 47,7             | 38,6             | 78,7             | 8,1              | 3,5              | 1,1              | 2,0              | 22,9             | Не участвовал  | Не участвовал  | Не участвовал  | Не участвовал  | Не участвовал  | Не участвовал  | Не участвовал  | Не участвовал  | Не участвовал  | Не участвовал  | Не участвовал  |
| Наведите курсор мыши на аббревиатуры в заголовке таблицы, чтобы прочесть их расшифровку. |                  |                  |                  |                  |                  |                  |                  |                  |                  |                  |                  |                  |                |                |                |                |                |                |                |                |                |                |                |

### Статистика в NCAA
| Сезон | Команда     | Conf  | Class | GP  | GS  | MPG  | FG%  | 3P%  | FT%  | RPG | APG | SPG | BPG | PPG  |
| --- | ----------- | ----- | ----- | --- | --- | ---- | ---- | ---- | ---- | --- | --- | --- | --- | ---- |
| 2010/11 | УСК Апстэйт | A-Sun | FR    | 30  | 25  | 30,5 | 38,0 | 31,8 | 67,9 | 7,2 | 1,5 | 1,0 | 0,4 | 14,4 |
| 2011/12 | УСК Апстэйт | A-Sun | SO    | 34  | 33  | 29,7 | 43,5 | 34,9 | 68,2 | 7,7 | 1,5 | 1,3 | 1,1 | 16,4 |
| 2012/13 | УСК Апстэйт | A-Sun | JR    | 33  | 32  | 31,0 | 42,7 | 36,4 | 71,5 | 6,9 | 1,9 | 1,0 | 0,8 | 17,2 |
| 2013/14 | УСК Апстэйт | A-Sun | SR    | 34  | 34  | 32,7 | 40,8 | 29,2 | 61,6 | 7,0 | 2,3 | 0,9 | 0,8 | 16,7 |
| Всего | Всего       | Всего | Всего | 131 | 124 | 31,0 | 41,3 | 33,0 | 67,1 | 7,2 | 1,8 | 1,1 | 0,8 | 16,2 |
| Наведите курсор мыши на аббревиатуры в заголовке таблицы, чтобы прочесть их расшифровку Статистика приведена с сайта sports-reference.com |             |       |       |     |     |      |      |      |      |     |     |     |     |      |

### Статистика в других лигах
| Сезон | Команда                     | Лига                        | GP  | GS | MPG  | FG%  | 3P%  | FT%  | RPG | APG | SPG | BPG | PFL | TOV | PPG  |
| --- | --------------------------- | --------------------------- | --- | -- | ---- | ---- | ---- | ---- | --- | --- | --- | --- | --- | --- | ---- |
| 2014/15 | Все клубы                   | Все лиги                    | 49  | 15 | 22,7 | 51,2 | 39,9 | 54,0 | 6,9 | 1,4 | 0,7 | 1,0 | 2,3 | 1,6 | 12,9 |
| 2014/15 | Кэрнс Тайпанс               | НБЛ                         | 32  | 0  | 19,6 | 47,0 | 37,1 | 45,0 | 5,7 | 1,2 | 0,5 | 0,8 | 2,3 | 1,3 | 8,9  |
| 2014/15 | Веллингтон Сейнтс           | Чемпионат Новой Зеландии    | 17  | 15 | 28,7 | 55,4 | 43,6 | 60,0 | 9,1 | 1,8 | 1,0 | 1,2 | 2,5 | 2,2 | 20,4 |
| 2015/16 | Все клубы                   | Все лиги                    | 48  | 31 | 28,4 | 45,3 | 30,9 | 65,0 | 7,6 | 1,8 | 0,9 | 0,9 | 2,6 | 2,1 | 15,5 |
| 2015/16 | Кэрнс Тайпанс               | НБЛ                         | 28  | 11 | 25,0 | 42,7 | 28,7 | 66,1 | 6,1 | 1,0 | 0,6 | 1,1 | 2,6 | 1,7 | 11,6 |
| 2015/16 | Веллингтон Сейнтс           | Чемпионат Новой Зеландии    | 20  | 20 | 33,1 | 47,5 | 33,3 | 64,3 | 9,8 | 2,9 | 1,3 | 0,7 | 2,6 | 2,8 | 20,9 |
| 2016/17 | Брисбен Буллетс             | НБЛ                         | 28  | 28 | 30,9 | 46,3 | 39,8 | 74,5 | 8,0 | 1,5 | 1,1 | 0,7 | 3,4 | 2,5 | 15,2 |
| Всего | Всего                       | Всего                       | 125 | 74 | 26,7 | 47,4 | 35,9 | 63,3 | 7,4 | 1,6 | 0,9 | 0,9 | 2,7 | 2,0 | 14,4 |
| В НБЛ | В НБЛ                       | В НБЛ                       | 88  | 39 | 24,9 | 45,3 | 34,8 | 64,3 | 6,6 | 1,3 | 0,7 | 0,9 | 2,7 | 1,8 | 11,8 |
| В чемпионате Новой Зеландии | В чемпионате Новой Зеландии | В чемпионате Новой Зеландии | 37  | 35 | 31,1 | 50,7 | 37,6 | 62,1 | 9,5 | 2,4 | 1,1 | 0,9 | 2,5 | 2,5 | 20,6 |
| Наведите курсор мыши на аббревиатуры в заголовке таблицы, чтобы прочесть их расшифровку Статистика приведена с сайта basketball.realgm.com |                             |                             |     |    |      |      |      |      |     |     |     |     |     |     |      |